# Criminalización
Criminalización  (en inglés targeting, objetivo o blanco) es un concepto criminológico extraído de la sociología que describe el proceso de construcción social del criminal o delincuente. Pertenece a la corriente criminológica llamada teoría del etiquetado (labeling approach, y tiene especial importancia en la criminología latinoamericana y española).

## Concepto y elementos
Según los presupuestos de esta corriente no existe ningún acto delictivo o desviado en sí mismo, sino que es la sociedad (la comunidad, el poder legislativo, la administración de justicia o la policía) la que construye su propio concepto de criminal (lo que se denomina desviación primaria). Al mismo tiempo, supone que el individuo clasificado dentro de un grupo delictivo, al ser tratado y definido socialmente como tal, asume su condición de criminal y por tanto se comportará como tal (lo que se denomina desviación secundaria).
Esta misma corriente criminológica señala que muchos delitos (especialmente los menos graves) resultan impunes en la mayoría de los casos, y que es entonces cuando el etiquetamiento resulta perturbador, pues se dirige hacia aquellos sectores de la población que resultan ser más vulnerables, con menos capacidad económica o social de evitar ese encasillamiento, y a los que se investiga con más ahínco.

## Críticas
La criminología como rama de las ciencias sociales estudia el hecho social, en consecuencia la "criminalización" hace referencia a procesos en el campo disciplinar de las ciencias sociales. En ocasiones se utiliza la "criminalización de una clase de acción" (protesta social, por ejemplo), como una forma peyorativa de hacer referencia a las actividades de seguridad (prevención, disuasión y represión del delito), como también el accionar penal.
Dado que la seguridad y el derecho trata sobre hechos concretos y no sobre "grupos sociales", la utilización del concepto de criminalización se encuentra circunscripta a una apreciación meramente crimnológica y más acercada al derecho penal de autor (en este caso un grupo social) y no al derecho penal de hecho, es decir a lo que la seguridad busca prevenir y el derecho penar.